# Onthophagus strnadi
Onthophagus strnadi là một loài bọ cánh cứng trong họ Bọ hung (Scarabaeidae).